# 9½ Wochen in Paris
9½ Wochen in Paris (amerikanischer Titel: Another 9½ Weeks, britisch: Love in Paris) ist ein Filmdrama aus dem Jahr 1997. Es handelt sich dabei um eine Fortsetzung des Films 9½ Wochen aus dem Jahr 1986. Regie führte Anne Goursaud, das Drehbuch schrieb Mick Davis.

## Handlung
John Gray reist auf der Suche nach Elizabeth nach Paris. Bei der Versteigerung der von Elizabeth geschaffenen Kunstwerke lernt er die Modedesignerin Lea Calot sowie deren Assistentin Claire kennen. Calot, die mit Gray zunächst nur spielt, offenbart ihm schließlich, dass Elizabeth ihre „beste Freundin“ gewesen sei.
Sie lädt Gray in die Conciergerie ein, wo sie erneut mit ihm spielt. Sie küsst ihn und tut so, als ob er sie belästige, was Gray unfreundliche Kommentare einiger Touristen einbringt. Gray und Calot beginnen eine Affäre. Nach einer Modenschau nehmen Lea und Claire den Amerikaner mit auf eine Party, auf der sie ihn verführen.
Calots Geschäftspartner Vittorio DaSilva erzählt Gray von Elizabeth, dass sie gestorben sei und begraben wurde. Calot berichtet, dass Elizabeth Drogen genommen habe und tot in einem Hotel aufgefunden worden sei. Nach einem erotischen Spiel verlässt Gray die Designerin.

## Produktion
Der Film wurde in Paris und in Wien, unter anderem im Kaiserbründl, gedreht.

## Synchronisation
Mickey Rourke wird in der deutschsprachigen Synchronisation gesprochen von Joachim Tennstedt. Daniela Hoffmann spricht Angie Everhart und Hans Teuscher übernimmt die Stimme von Steven Berkoff.

## Kritiken
Jack Sommersby schrieb auf efilmcritic.com, der Film sei zwar nicht empfehlenswert; er sei aber besser als der erste Film und biete einige „aufrichtig bewegende“ Szenen. Das Lexikon des internationalen Films urteilte, der Film sei ein „schamlos-primitiver Fortsetzungsfilm, der das Publikum mit falschen Versprechungen“ ködere: „Unverfroren“ beute er „die Erinnerung an den Vorgängerfilm 9½ Wochen (1986) aus“ und biete „nicht mehr als ein langweiliges Flanieren in Postkartenansichten“.
Prisma urteilt: „Von der knisternden Erotik des Welterfolgs „9 1/2 Wochen“ ist in dieser Fortsetzung nichts mehr zu spüren. Überhaupt hat dieses Erotik-Drama außer dem Titel und Hauptdarsteller Mickey Rourke nichts mit dem Original gemein. Denn außer öder Fleischbeschau am Beispiel eines mageren Models hat dieser Softporno-Käse nichts zu bieten.“
TVdirekt spottete, die Filmautoren hätten ein Drehbuch wohl für überflüssig gehalten.